# Luca$
Luca$ é o décimo sétimo episódio da vigésima quinta temporada do seriado de animação de comédia de situação The Simpsons, exibido originalmente na noite de 6 de Abril de 2014 pela FOX nos Estados Unidos. O episódio foi escrito por Carolyn Omine.

## Enredo
Marge acredita que Lisa está namorando abaixo de seus padrões quando ela traz para casa um treinador de competições envolvendo comida chamado Lucas Bortner. Enquanto isso, Bart recebe presentes de Snake Jailbird para ajudá-lo a sair de uma enrascada, mas uma traição de Milhouse envia o bandido de volta para a prisão. Bart inventa um plano para tirá-lo.

## Recepção

### Crítica
Dennis Perkins, do The A.V. Club, deu o episódio um C, dizendo que "Mais uma vez, a resolução para o enredo central é preguiçoso, bruto, e inadequadamente desenvolvido. Se The Simpsons é para ser julgado pelos seus próprios méritos, sem se referir a suas glórias passadas, bem-baseado exclusivamente sobre este episódio, este não é um show que eu estava em sintonia todas as semanas".

### Audiência
O episódio recebeu 1.9 ponto e foi assistido por 4,30 milhões de pessoas, sendo o segundo show mais assistido da Fox naquela noite, atrás apenas de Family Guy (4,77 milhões).